# Pú Wěi
Pour les articles homonymes, voir Pu.
Pú Wěi (chinois traditionnel : 浦瑋 ; chinois simplifié : 浦玮 ; pinyin : Pú Wěi) est une footballeuse internationale chinoise. Elle participe à trois Coupes du monde féminine, en 1999, 2003 et 2007.

## Biographie
Pú Wěi se joint à l'École sportive de Yángpǔ, située à Shanghai, quand elle a 10 ans. En 1998, elle dispute son premier match pour l'équipe nationale chinoise lors des Jeux asiatiques de 1998,.
Pú Wěi dispute six matchs lors du mondial 1999, quatre matchs lors du mondial 2003, et enfin quatre rencontres lors du mondial 2007. En 1999, elle inscrit son premier but lors d'un match contre la Russie. Elle est finaliste du mondial en 1999, puis quart de finaliste du mondial en 2003 et 2007.
Elle participe à trois Jeux olympiques, en 2000, 2004 et 2008. Elle est quart de finaliste des Jeux olympiques en 2008.

## Palmarès

### En équipe nationale
- Médaille d'or aux Jeux asiatiques de 1998
- Médaille d'argent à la Coupe du monde féminine de football 1999
- Coupe d'Asie féminine de football 2006